# Riley (Oregon)
Riley az Amerikai Egyesült Államok északnyugati részén, Oregon állam Harney megyéjében, a U.S. Route 20 és 395 csomópontjában elhelyezkedő önkormányzat nélküli település.
A térség jellemző takarmányai a lucerna, a széna és a gyökérzöldségek. Az Oregon Department of Transportation a US 20 és 395 elágazásánál webkamerát üzemeltet. A településen megállnak a POINT Intercity Bus Service Bend és Ontario közötti járatai.
A településen egy általános iskola működik, amely az 1978-ban leégett intézményt váltotta.

## Története
Névadója Amos Riley, a Riley–Hardin farm egyik tulajdonosa. Az 1855-ben megnyílt posta 1919-ben bezárt, majd 1949-ben, a suntexi hivatal bezárásakor újranyílt.

## Éghajlat
A település éghajlata sztyepp (a Köppen-skála szerint BSk).

## Fordítás
- Ez a szócikk részben vagy egészben  a   Riley, Oregon című angol Wikipédia-szócikk ezen változatának fordításán alapul.  Az eredeti cikk szerkesztőit annak laptörténete sorolja fel. Ez a jelzés csupán a megfogalmazás eredetét és a szerzői jogokat jelzi, nem szolgál a cikkben szereplő információk forrásmegjelöléseként.